# Lucía Jiménez Vicente
Lucía Jiménez Vicente   (nacida el 8 de enero de 1997 en  Madrid, Comunidad de Madrid) es una jugadora de hockey sobre hierba española. Disputó los Juegos Olímpicos de Río de Janeiro 2016 con España, obteniendo un octavo puesto y diploma olímpico. Su padre es el atleta Anacleto Jiménez.

## Participaciones en Juegos Olímpicos
- Río de Janeiro 2016, puesto 8.
- Tokio 2020, puesto 7.